# Únětice (Dél-plzeňi járás)
Únětice település Csehországban, a Dél-plzeňi járásban. Únětice Drahkov, Chlum, Letiny, Seč, Střížovice és Řenče településekkel határos. Lakosainak száma 155 fő (2024. január 1.).

## Népesség
A település lakosságának változását az alábbi diagram mutatja:
| Lakosok száma | 270  | 246  | 219  | 168  | 145  | 120  | 142  | 144  | 147  | 155  |
|               | 1869 | 1890 | 1921 | 1950 | 1980 | 2001 | 2017 | 2019 | 2022 | 2024 |